# 谢真
谢真（1913年—1990年4月13日），字率卿，福建龙岩人，中国政治、教育人物，中华民国时期历任罗源、连江和台东县县长，中华人民共和国成立后任福建省政协委员、光泽县政协副主席和黎明职业大学副董事长等职务。

## 生平

### 早年
谢真早年家贫，幼年就读于适中私塾，几年后辍学；后就读于集美小学和集美商校，1927年2月到晋江县由北伐军所创办的宣传养成所学习，师从李良荣、黄哲真、秦望山等军政人物。年底养成所结业后，谢真被分配到泉州当地民团担任排长。1929年，秦望山、许卓然在厦门筹备黎明高中，谢真则以半工半读的方式参加了黎明高中的学业，通过帮助当时在黎明高中任教的巴金刻写钢板、油印讲义以减免学杂费，并与巴金结下了友谊。
九一八事变后，福建各地反日情绪高涨，谢真夫妇在厦门派发传单，还往日本驻鼓浪屿使馆投放过手榴弹。1933年闽变爆发，谢真在十九路军建立的福建人民政府所划出的兴泉省中担任主席团成员和闽南语翻译，不久中华共和国遭国民政府镇压，谢真离开泉州。1934年，黎明高中因表演讽刺政府不抵抗的话剧《出路》而被查封，其后校董在原址重新设立卓然小学，谢真留校任教。

### 走入政坛
1938年，谢真担任南安洪濑区区长，8月升任罗源县县长，其时抗日战争已经爆发，谢真一面组织抗日运动，通过每月召开以行政村（保）为单位的户长大会普及抗日知识，一面以宽容政策对待共产党人，释放被保安队抓捕的游击队员。1941年，谢真调往连江县任县长，由于他给共产党游击队发放武器，又任用被国民党高层认为有通共嫌疑的人，遭到怀疑而被撤职。
谢真在离任县长后担任罗源、连江和福安三县的抗日指导委员会主任，还参加了光复福州的战役。1941年8月，由于前任县长陈拱北消极抗日，福建省政府迫于压力将陈拱北撤职，重新委任谢真为县长。9月3日，在国军和共产党游击队的配合进攻下，连江县得以收复。谢真将国军一个溃退的团重新组织并率军攻入连江县城，当晚谢真召开群众大会，公开处决了日军设立的治安维持会会长章仕淦。在此后主政连江的两年内，谢真由于时常下乡体察民情而被连江当地人称作“学生县长”。由于谢真任内行使的政策（如给共产党游击队发武器、任用被军统认为是亲共或通共的官员）引起了上级的不满，谢真于1943年8月迫于压力请辞。

### 接收与主政台东
1945年日本战败投降、台湾光复后，熟知闽南语的谢真被委任为台东县接收委员会主任（后改为县长），即台东县的第一位行政长官。谢真先乘船抵达基隆，由于铁路公路在台风中被毁，谢真仅率一个排的兵力乘船去接收原驻守台东厅的一个日军师团。投降仪式后，日军尚未撤离台湾，谢真遂指派日军兴修水利、修复铁路与公路。在台东主政的前期，谢真妥善处理了日侨在台东的财产清算，重视在教育中去日本化，也时常下乡与台湾原住民交流。
1947年2月28日，震惊全国的二二八事件在台北爆发，事件的影响很快自北向南传播，谢真刚接到台北方面的情况通报后数小时，就接到了台东宪兵队被民众包围的消息。谢真遂命令宪兵队不得开枪，把库房内存放的机枪拆卸，将零件移运至新港（今成功镇）保存。3月3日，自西部开来几辆宣传二二八事件的宣传车，台东当地散布了一年多的“日军在山里埋炸药”的谣言也越来越多。当晚，台东发生抢粮事件，民众将县府攻占。谢真离开县政府后，为了解山民的情况，谢真和县政府在卑南族首领马智礼的安排下撤往原住民较多的卑南乡。其后在南部山区，还发生了排湾族原住民因听信一些危言耸听的言论而杀死福建籍教师欧阳朝祐的事件。
3月13日，台东地方人士组成“台东时局处理委员会”，请求谢真回到县政府主持大局，谢真在要求收缴回武器后，于15日返回县政府办公。回到台东不久，谢真即获悉国民政府派军登陆基隆且展开了大规模清乡，他当即到台北劝阻台湾省行政长官陈仪，劝阻失败后谢真采取措施，严令军队不得向民众开枪，并阻止了更多军队进入台东。在谢真的努力下，台东全县得以幸免于国军的屠杀之下。事件平息后，在马智礼等人的协助下，杀死教师的排湾族人也认识到了自己的错误，事件的主要成员自行前往县府向当局自首，但谢真也因为阻止国军进入台东而遭国民党高层排挤，谢真遂辞职回到大陆。

### 中华人民共和国成立前后
回到大陆后，谢真先在晋江安海水利公司工作，后在位于厦门的福建建设公司任总经理（两个公司皆由秦望山担任理事），中国人民解放军即将进入福建时，谢真参与共产党组织的工作，策动了闽西龙岩、永春等县起义。中华人民共和国成立后，谢真被中共福建省委台湾工作委员会吸收，参加统战工作。1953年台湾工委解散，谢真被调往广州，在华东军区政治部敌工部和解放军总政治部广州联络处工作，主要负责联络港澳地区及海外华侨。
1970年，由于受到林彪集团的迫害，谢真夫妇被迫提前退休，并被下放到福建省光泽县居住。1978年拨乱反正后，广州军区负责人来光泽县请谢真回广州养老，但被谢真婉拒。翌年，谢真被选为福建省政协委员和光泽县政协副主席，1980年，梁披云在泉州拟筹办黎明学园，谢真鼎力支持，被选为副董事长。晚年的谢真也一直致力于台海兩岸的统战工作，1986年，定居中国大陆的台东县第五任民选县长黄顺兴抵达福州与谢真会面。
1990年，谢真感染風寒，后因病重于4月13日上午10时15分在光泽县医院逝世，享年76岁。

## 家庭
妻子李向真，两人是在黎明高中求学时相识相爱的。谢真亦育有多个子女，据他与黄顺兴会晤时所说，谢真本人并非中国共产党党员，但他的儿女均是党员。